# 餘暇

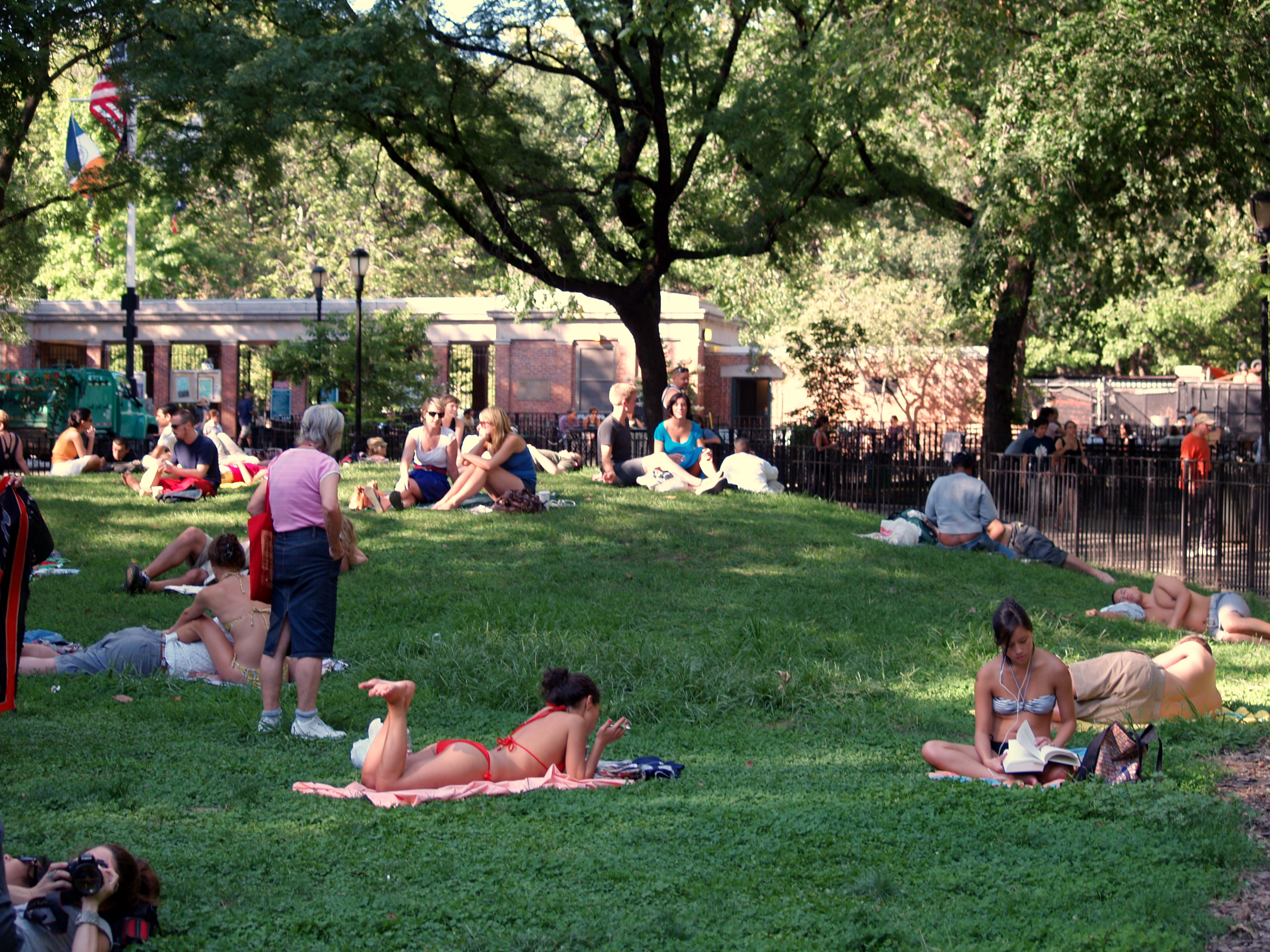
为公众闲暇活动而设的公园。

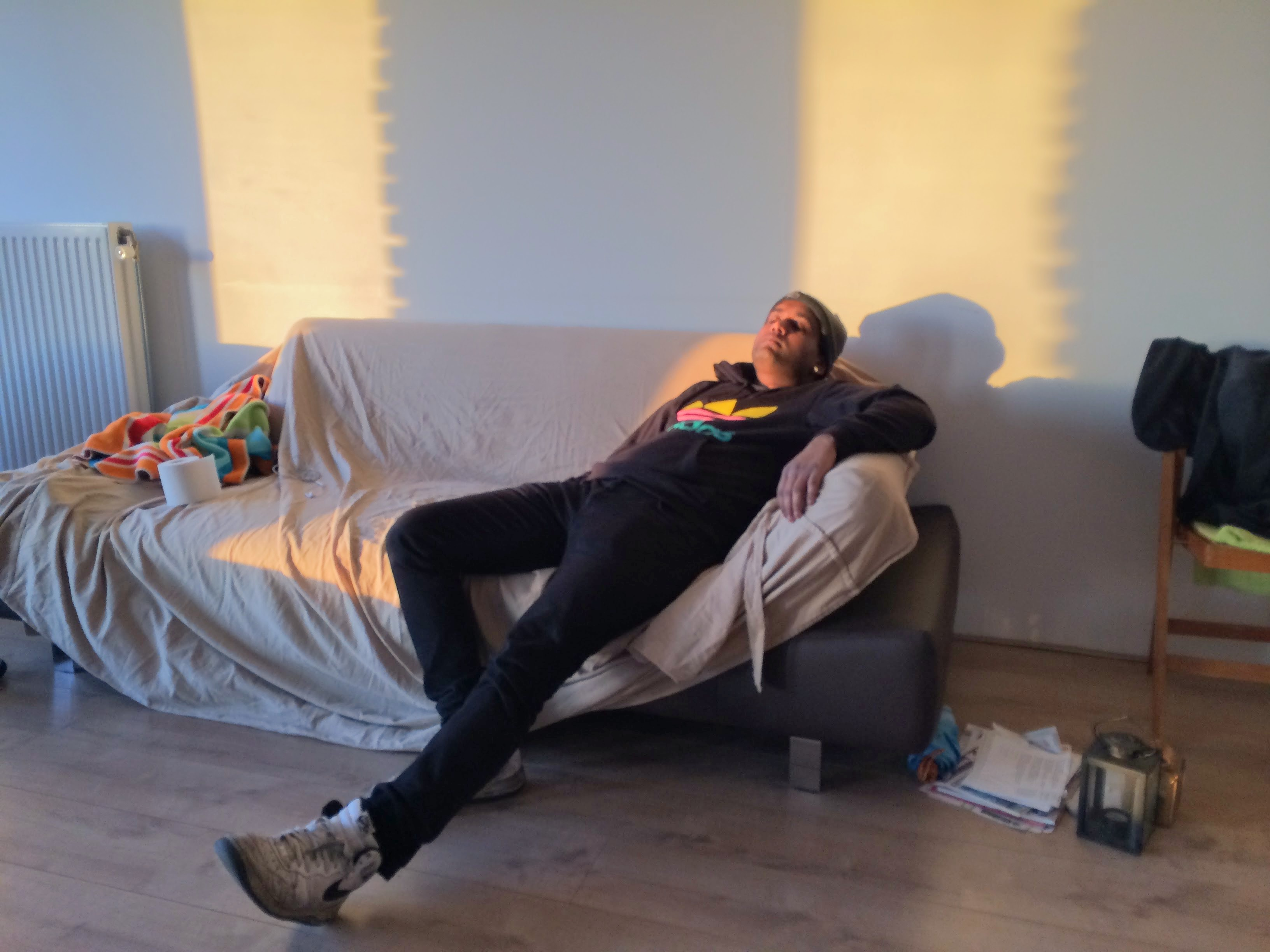
一个男人倚在沙发上休憩。

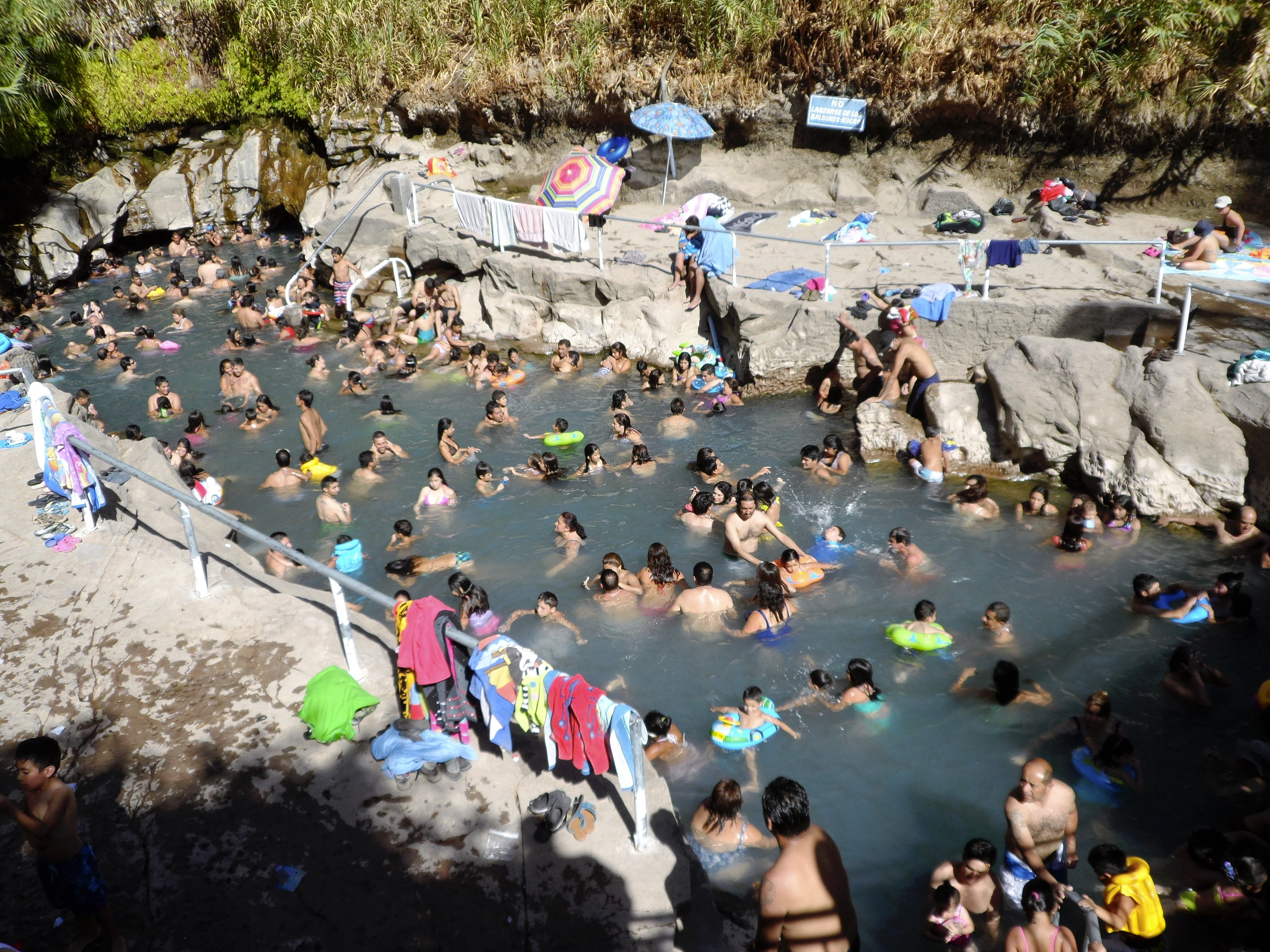
绿洲内的一处公共泳池。

餘暇（英語：Leisure），又稱寬暇、空閒、閒暇、休閒、自由時間（free time），意指花費在基本維生活動以及勞動、家務、企業、商業、教育等活动之外的時間。闲暇最显著的特征是自由与选择，美国经济学家托斯丹·范伯倫也将其定义为“非生产性的时间消耗”。
不同学科对闲暇有各自侧重，例如社会学关注闲暇的社会背景与社会力量（social forces），心理学关注人在闲暇时的情绪与心理状态。休闲研究和休闲社会学是对于闲暇活动的学术研究。经济学家认为，对人们而言，闲暇与工作同等重要，因为若非如此，人们将会将闲暇时间花费在工作上。不过餘暇與工作之間的分界可能不太明顯，有些人可在工作中获得乐趣，而有些人为长远利益而工作。社会闲暇（social leisure）涉及社会环境中的闲暇活动，例如体育运动、俱乐部活动等。家庭闲暇（family leisure）则是在家庭环境内，与家人一起的闲暇活动。
在餘暇時進行的活動，通常稱為休閒或消遣。各地区因文化與生活型態不同，对闲暇的态度多有不同。《世界人权宣言》第二十四条规定，每个人都享有闲暇的权利。

## 字義
餘暇（英語：Leisure）這個英文名詞，字根來自拉丁語：，原義為允許、准許，也有自由的意思。這個單字進入法語，在14世紀時傳入中古英語，成為一個單字。
在上古漢語中，暇這個字與閑同意，是指空閑、閒散、不做事的時間，衍生出從容、放鬆的意思。最早暇與假在古代源自同一個字，可相互假借，後來分化為兩個字。餘暇最早出自應劭的奏章，指空閒沒做事的時間。

## 歷史
在历史上，闲暇常是上层阶级的特权。随着19世纪中后期欧洲部份富裕国家民众工作时间减少，并伴随着收入增加，闲暇开始向大众普及。不过，加拿大学者洛朗·特科特指出，闲暇的概念早在人类历史之初就已出现。

## 文化差异

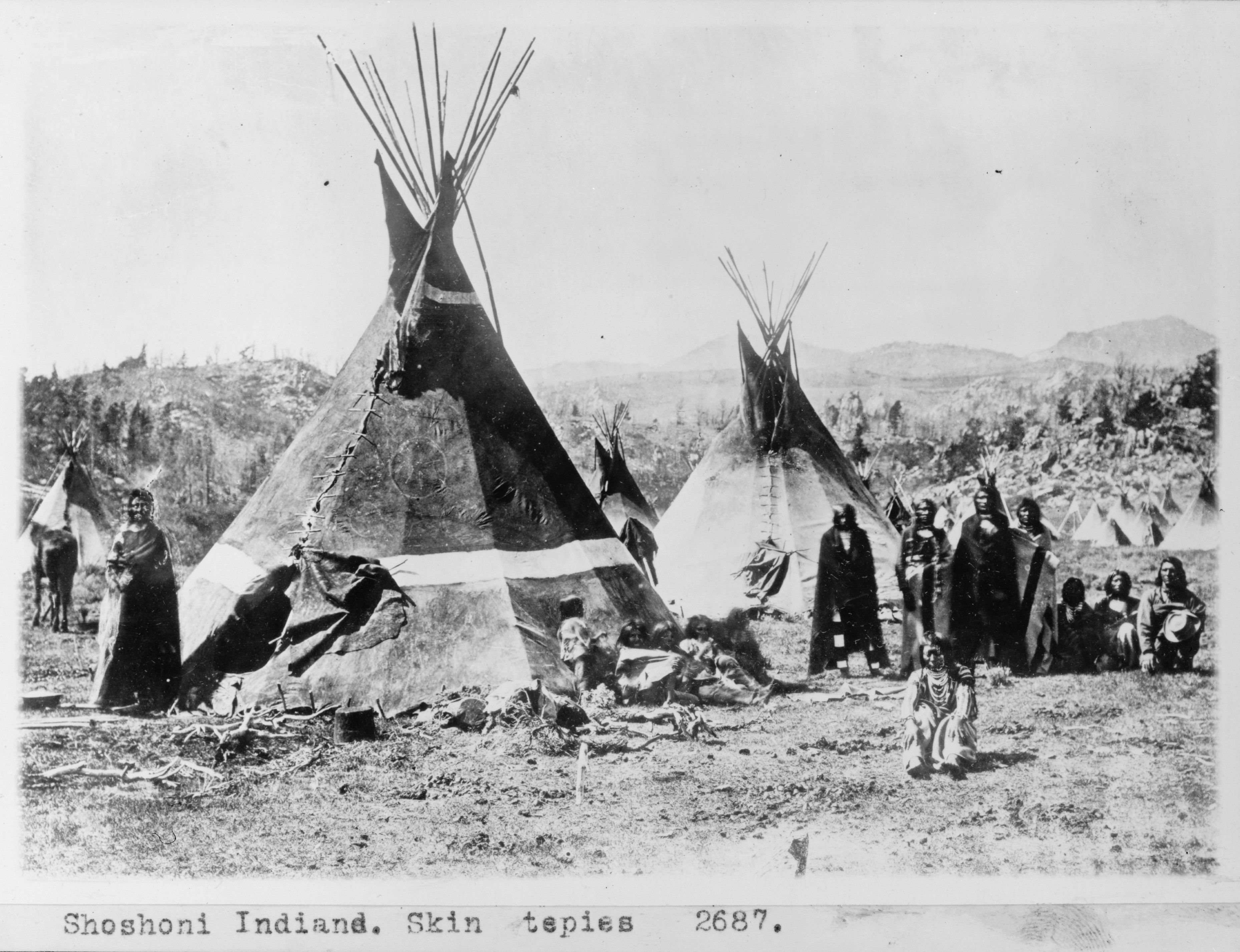
美洲土著休休尼人比生活在现代文明中的人拥有更多闲暇。

不同的社會及文化中，對餘暇的態度有很大不同。人類學家發現，在狩獵採集社會中，餘暇時間的比例比農業社會及工業社會高。因此，最初到達北美洲的歐洲殖民者常批評休休尼人及大盆地原住民游群極度懶散，以致成為一種偏見。
根据统计研究，欧美的男性比妇女有更多闲暇。因为自现代以来，妇女参与工作的比例大幅上升，而传统观念认为她们也應該負擔家務工作并照顾后代。在欧洲和美国，男性每周的闲暇时间通常比女性多1-9小时。
將大部份時間投入工作，以致於沒有餘暇進行休閒，這種人通常被稱為工作狂。这些人更愿意将空闲时间花费在工作上，而不是用于社交或其它消遣活动。

## 家庭闲暇
家庭闲暇是指家庭成员一同在空闲时或在消遣中度过的时间，家庭成员可以是父母、兄弟姐妹，也包括祖父母、子孙等。家庭闲暇可促进成员间的亲密关系，增强凝聚力。
环境可塑造家庭闲暇的经历和意义。例如对乡村家庭而言，闲暇是日常生活的一部分，而城市家庭则常在周末造访乡村田园共度闲暇。无论是乡村还是城市家庭，他们都可能或多或少地浪漫化乡村生活，将其作为家庭活动的理想场所（亲近自然，更缓慢和亲密的相处空间，更宁静的环境，等等）。此外，组织家庭闲暇也常被视为家庭中女性一方的任务。

## 晚年生活
闲暇的重要性贯穿一生，人们可从其中获得对生活的掌控感，并实现自我价值。对老年人而言，闲暇所带来的身体、情绪、社交、文化益处尤为显著。闲暇常作为一段“成功”与满足的晚年生活的重要评判标准。例如，与孙辈共同度过的闲暇可增进老年人的传承感，也即通过将遗产传给后代而获得满足。

### 脚注
1. ↑  Kelly, John.  3rd. Boston and London: Allyn and Bacon. 1996: 17–27. ISBN 978-0-13-110561-4.
2. ↑  Veblen, Thorstein. . New York: New American Library. 1953: 46.
3. ↑  Michael Parkin; Robin Bade. . Pearson Canada. 2018: 485. ISBN 978-0-13-468683-7.
4. ↑  Goodin, Robert E.; Rice, James Mahmud; Bittman, Michael; & Saunders, Peter. (2005). "The time-pressure illusion: Discretionary time vs free time". Social Indicators Research 73(1), 43–70. (JamesMahmudRice.info （页面存档备份，存于）, "Time pressure" (PDF))
5. ↑  . 联合国.   [2023-02-11]. （原始内容存档于2021-10-10） （中文（简体））. 第二十四条：人人有享有休息和闲暇的权利，包括工作时间有合理限制和定期给薪休假的权利。 （页面存档备份，存于）
6. ↑  《說文解字》：「暇，閑也。」
7. ↑  《尚書》〈酒誥〉：「惟御事厥棐有恭，不敢自暇自逸。」《尚書孔氏傳》：「不敢自寬暇自逸豫。」
8. ↑  《世說新語》〈任誕〉：「謝便起舞，神意甚暇。」
9. ↑  《昭明文選》卷11〈登樓賦〉：「登茲樓以四望兮，聊暇古雅日以銷憂。」李善之註：「賈逵《國語》注曰：『暇，閑 也。』暇或為假。楚辭曰：『遷逡次而勿驅，聊假日以消時。』」
10. ↑  《後漢書》卷48〈楊李翟應霍爰徐列傳〉：「雖未足綱紀國體，宣洽時雍，庶幾觀察，增闡聖聽。惟因萬機之餘暇，游意省覽焉。」
11. ↑  Peter N. Stearns, ed., Encyclopedia of European social history from 1350 to 2000 (2001) 5:3-261.
12. ↑  Turcot, Laurent. . [Paris]. 2016. ISBN 978-2-07-079378-5. OCLC 965197308.
13. ↑  Just, Peter. . Journal of Anthropological Research. 1980, 36 (1): 105–115. JSTOR 3629555. S2CID 152360790. doi:10.1086/jar.36.1.3629555.
14. ↑  Farb, Peter. . New York: E.P. Dutton. 1968: 28. LCC E77.F36. 许多人认为原始的休休尼人会花费大量时间采集食物。几乎所有人都曾在学校里被灌输这些固有印象，例如高级的文化只在人类有闲暇时才出现，因为只在此时人们才能抽空建造金字塔或艺术作品。但事实却相反，生活在更高的文明中的人也更忙碌，而那些原始的狩猎采集者，例如休休尼人，他们才是地球上有最多闲暇的人。
15. ↑  . OECD Organisation for Economic Co-operation and Development. See image at dx.doi.org
16. ↑  Shaw, S. M. . Journal of Leisure Research. 1997, 29 (1): 98–112. S2CID 141509996. doi:10.1080/00222216.1997.11949785.
17. 1 2  Hebblethwaite, Shannon. . World Leisure Journal. 2014, 56 (1): 42–61. S2CID 143743562. doi:10.1080/04419057.2013.876588.
18. ↑  Rye, J. . Journal of Rural Studies. 2006, 22 (4): 409–421. doi:10.1016/j.jrurstud.2006.01.005.
19. ↑  Kleiber, D. A., Walker, G. J., & Mannell, R. C. (2011). A social psychology of leisure. Venture Pub., Incorporated.
20. ↑  Kelly, John (编). . Newbury Park and London: Sage. 1993: 125–145. ISBN 978-0-8039-5273-7.
21. ↑  Hebblethwaite, S.; Norris, J. . Family Relations. 2011, 60 (1): 121–133. doi:10.1111/j.1741-3729.2010.00637.x.

### 書目
- Borsay, Peter. 2006. A History of Leisure: The British Experience since 1500, Palgrave Macmillan,.
- Cross, Gary S. 2004. Encyclopedia of recreation and leisure in America. The Scribner American civilization series. Farmington Hills, Michigan: Charles Scribner's Sons.
- Harris, David. 2005. Key concepts in leisure studies. London: Sage.
- Hunnicutt, Benjamin Kline. 2013. Free Time: The Forgotten American Dream. Philadelphia: Temple University Press.
- Jenkins, John M., and J.J.J. Pigram. 2003. Encyclopedia of leisure and outdoor recreation. London: Routledge. ISBN 0-415-25226-1.
- Poser, Stefan: Freizeit und Technik, European History Online, Institute of European History, 2011, retrieved: 1st of March, 2013.
- Poser, Stefan: Leisure Time and Technology, European History Online, Mainz: Institute of European History, 2011, retrieved: October 25, 2011.
- Rojek, Chris, Susan M. Shaw, and A.J. Veal (Eds.) (2006) A Handbook of Leisure Studies. Houndmills, UK: Palgrave Macmillan.